# Романов, Владимир Александрович (лётчик)
Владимир Александрович Романов (1889—1946) — русский военный лётчик.

## Биография
Родился 8 декабря 1889 года в Тирасполе Херсонской губернии в православной семье военного.

### Военная служба
Военную карьеру в 1901 году с обучения в Сумском кадетском корпусе. С 1906 по 1908 год обучался в Первом Московском кадетском корпусе.

#### Российская империя
С 1908 по 1910 годы проходил военно-училищные курсы Тверского кавалерийского училища, откуда 6 августа 1910 года в чине корнета был выпущен в 3-й драгунский Новороссийский полк. В этом же полку 18 октября 1910 года был назначен младшим офицером эскадрона Её Величества. Поручик с 15 сентября 1913 года.
С 26 февраля 1915 года — наблюдатель 13-го корпусного авиационного отряда. 10 октября 1915 года был командирован в Севастопольскую военную авиационную школу.
В январе 1916 года сдал экзамен на звание военного лётчика на аппарате типа «Фарман-16» и был назначен в Эскадру воздушных кораблей. В феврале 1917 года — временно исполняющий обязанности командира воздушного корабля «Илья Муромец-XIX». Позже был переведён на самолёт «Илья Муромец-II».
С 28 июня 1917 года — инструктор солдатской группы Эскадры воздушных кораблей. Получил звание штабс-ротмистра 5 августа. Ротмистр с 6 августа. С 23 августа — командир воздушного корабля «Илья Муромец-II». 2 сентября был избран членом хозяйственно-технического комитета. А с 25 сентября 1917 года — старший инструктор Авиационной школы Эскадры воздушных кораблей.

#### Советская Россия
После Октябрьской революции Романов в 1918 году добровольно вступил в РККА. Был арестован «по подозрению в контрреволюционной деятельности и участии в офицерской организации. Заключён в концлагерь», но вскоре освобождён.
С 15 августа 1918 года Владимир Романов — командир корабля № 1 в Авиационной группе воздушных кораблей. С 14 октября — командир корабля № 2.
С 27 марта 1919 года исполнял дела командира Авиационной группы воздушных кораблей. С 16 апреля — снова командир корабля № 2. С 19 мая числился заведующим аэродромом. В 1919 году в составе Авиационной группы особого назначения участвовал в бомбардировках 4-го Донского корпуса генерала К. К. Мамонтова.
3 февраля 1920 года арестован в городе Сарапул органами ВЧК «как участник заговора против Советской власти в 1918 году». 7 июня военный лётчик Романов «был заключён в Ивановский концентрационный лагерь до конца Гражданской войны». Постановлением ВЦИК РСФСР от 21 августа 1920 года срок наказания сокращён до одного года, и 7 июня 1921 года Романов был освобождён.
После Гражданской войны занимал должность начальника канцелярии Зиминского уездного военного комиссариата.

#### СССР
С 13 января 1923 года Романов — командир батальона Высшей военной школы воздушной стрельбы и бомбометания.
С 13 мая 1924 года — инструктор 1-го разряда. 12 августа был откомандирован для работы в общество «Добролёт».
20 января 1925 года В. А. Романов был «уволен в бессрочный отпуск», но менее чем через месяц вновь определён на службу. С 10 февраля — военный лётчик 1-й отдельной тяжелой авиационной эскадрильи ВВС РККА.
С 31 декабря 1926 года — командир неотдельного отряда 57-й авиационной эскадрильи ВВС РККА, затем — командир корабля 55-й авиационной эскадрильи ВВС РККА.
С 8 апреля 1927 года — командир 2-го неотдельного отряда 55-й авиационной эскадрильи ВВС РККА.
15 апреля 1928 года по собственному желанию откомандирован для работы в акционерное общество «Укрвоздухпуть» и 11 мая был зачислен в резерв РККА.
С 1930 года — пилот Среднеазиатского управления Гражданского воздушного флота, затем, до декабря 1936 года — Западно-Сибирского управления ГВФ.
С декабря 1936 года по декабрь 1939 года — инспектор эксплуатационного управления ГВФ, затем старший инспектор Главной инспекции ГВФ.
В период Советско-финской войны Романов нёс службу в качестве пилота-добровольца на санитарном самолёте, «…налетав за 35 дней боевой работы 165 часов, перевезя более 250 раненых бойцов и командиров».
По возвращении с фронта был назначен в Московский санитарный отряд, затем переведён по состоянию здоровья в 200-й санитарный отряд.
В составе Белорусской авиационной группы участвовал в Великой Отечественной войне, «…налетал 563 часа, перевезя 513 раненых бойцов и командиров, сделав 262 боевых санитарных рейса». В ноябре 1941 года получил сильную травму ноги и был эвакуирован в Новосибирск. 6 февраля 1945 года он по состоянию здоровья снят с летной работы.
Умер 13 марта 1946 года в Москве, похоронен на Ваганьковском кладбище.
Заключением Генеральной прокуратуры Российской Федерации от 15 октября 1998 года Романов Владимир Александрович был реабилитирован.

## Награды
- Награждён орденом Св. Георгия 4-й степени (21 июня 1915) — «за то, что 17-го марта 1915 г., при обстановке исключительной трудности, с опасностью от артиллерийского огня противника, произвел на аэроплане разведку и выяснил начавшийся отход значительных сил неприятеля от Красно на Кальварию. Эти сведения, впоследствии вполне подтвердившиеся, дали возможность своевременно принять меры к переходу в решительное наступление, результатом чего был одержан успех над противником, отброшенным из района Лодзее к Калъварии и Людвинову».
- Также награждён орденами Российской империи: Св. Станислава 3-й степени с мечами и бантом — «за то, что в бою под м. Виштынцом, будучи ординарцем у начальника конницы, своевременно передал под сильным артиллерийским огнём приказ отходить передовым частям» (Выс. пр. 27.11.1914), Св. Анны 4-й степени — «за то, что будучи ординарцем у начальника конницей, в бою, под огнём, передавал приказания» (Выс. пр. от 27.11.1914), Св. Анны 2-й степени с мечами (Выс. пр. 31.05.1916), Св. Анны 3-й степени с мечами и бантом (Выс. пр. 10.02.1917.
- За период работы в Гражданском воздушном флоте СССР был награждён орденом Красной звезды (01.07.1936  за 20-летнюю непрерывную летную деятельность и безаварийный налет 1 млн. клм на линиях Гражданского Воздушного Флота) и персональной пенсией Правительства СССР (1939 год).